# Marionetten (Lied)
Marionetten ist ein Lied der deutschen Musikgruppe Söhne Mannheims aus dem Jahre 2017, welches sie zusammen mit dem Rapper Cr7z aufnahm. Es ist auf ihrem sechsten Studioalbum MannHeim enthalten und wurde von Bandmitglied Xavier Naidoo, Cr7z und William Davis geschrieben sowie von letzterem zusammen mit Alex Christensen produziert.

## Musik und Text
Bei Marionetten handelt es sich um ein Contemporary R&B- und Neo-Soul-Lied mit Einschlägen der Hip-Hop- und Electro-Pop-Genres. Der Beat ist geprägt von dominanten Snare Drums und verwendet gleichermaßen Streichinstrumente und elektronische Synthesizer als Untermalung. Xavier Naidoo übernimmt den kompletten Leadgesang; ein Rap wird von Cr7z beigesteuert. Letzterer erfolgt zwischen der zweiten und vierten Strophe. Am Anfang, nach dem ersten und nach dem vierten Vers ist jeweils der Refrain zu hören, in welchem Naidoo im Chor mit anderen Stimmen singt. Die einzelnen Strophen unterscheiden sich dabei in Ton und Melodie: kommen bei der ersten noch Drums zum Einsatz, werden diese in der zweiten komplett ausgespart. Die vierte hingegen beginnt mit einer deutlich verlangsamten Variante des Beats, welche im Laufe dieser immer schneller wird, bis sie – nach einer zweisekündigen Unterbrechung durch den Ton einer Bass Drum – die zuvor verwendete Geschwindigkeit wieder erreicht. Bei letzterer Strophe verwendet Naidoo anders als in den vorherigen darüber hinaus Sprechgesang anstelle einer konventionellen Gesangsdarbietung.
Inhaltlich dreht sich das Lied darum, wie laut Ansicht der Interpreten Politiker nur Marionetten übergeordneter Puppenspieler seien. Es finden sich zahlreiche Wortwahlen und Ideen aus dem Spektrum der Reichsbürger wieder: so seien die in Deutschland herrschenden Führungspersonen Sachverwalter für eine Macht, die im Hintergrund die Fäden zieht. Dies deckt sich mit einer bereits früher geäußerten Meinung Naidoos, Deutschland sei kein vollwertiger Staat und nach wie vor besetzt. Der Ton des Liedes ist mitunter martialisch-aggressiv: würden sich die besungenen Personen nicht ändern, würde ein wütender Pöbel sie mit Gewalt dazu zwingen. Im Text finden sich zudem Erwähnungen einer gängigen Verschwörungstheorie namens „Pizzagate“ und der Idee des Babylon-Systems. Es kommt außerdem zu mehreren Wortspielen: „einsichtig sein“ wird hier sowohl als „Einsicht zeigen“ als auch als „nur mit einem Auge sehen können“ verwendet; ebenso wird „Gliedmaßen“ nicht nur für Extremitäten, sondern auch für die Maße des Gliedes verwendet. Dem Begriff „Volksvertreter“ werden die Verballhornungen „Volksverräter“ und „Volks-in-die-Fresse-Treter“ gegenübergestellt.

## Kritik und Reaktionen
Nach seiner Veröffentlichung erhielt Marionetten ein breites Medienecho und wurde zu einem kontroversen Skandallied. Ihm wurde Nähe zum Rechtspopulismus und – unter anderem von der Frankfurter Allgemeinen Zeitung und der Bundeszentrale für Politische Bildung – unterschwelliger und möglicherweise unbewusster Antisemitismus vorgeworfen. Er bediene sich Schlagwörter und Formulierungen, die er mit der rechten Szene teile, und würde zu Gewalt aufrufen. Auch in Kritiken des Albums MannHeim aus der Musikpresse wurde der Titel als verschwörungstheoretisch bezeichnet und negativ hervorgehoben. Die Bandmitglieder Xavier Naidoo und Rolf Stahlhofen dementierten die Vorwürfe beide. Ersterer gab an, dass das Lied wohl missverständlich wäre, zweitgenannter sagte, das Lied rufe zum Dialog, nicht zur Gewalt auf. Der Radiosender Bremen Vier sagte nach dem Song seine geplante Zusammenarbeit mit der Gruppe ab; er wolle nun keine Empfehlung mehr für ein Konzert dieser abgeben, da er nicht hinter ihren Aussagen stehen könne. Die Mannheimer SPD zeigte sich empört von dem Titel. Sie könne nicht verstehen, wie eine Band, die das Image eines Multikulturmusikprojektes pflege, solche Texte verfassen könne, und erwartete eine Stellungnahme. Es kam daraufhin zu einem dreistündigen Gespräch der Musiker mit Peter Kurz, in welchem es laut Behördensprechern zu einem „intensiven Austausch“ kam.

## Erfolg
Obwohl Marionetten nicht als Single erschien, schaffte es das Lied in die offiziellen deutschen Singlecharts und erreichte dabei in einer Chartwoche Position 56.